# Прибыль
При́быль — положительная разница между суммарными доходами (в которые входит выручка от реализации товаров и услуг, полученные штрафы и компенсации, процентные доходы и т. п.) и затратами на производство или приобретение, хранение, транспортировку, сбыт этих товаров и услуг. Прибыль = Выручка − Затраты (в денежном выражении). В случае, если результат отрицателен, его называют убытком.

## Определение
Понятие «прибыль» многозначно и обычно различаются:
- бухгалтерская прибыль — разница между принимаемой к учёту суммой доходов и тем, что считается расходами (издержками); при одинаковых условиях бухгалтерская прибыль зависит от стандартов учёта (например, МСФО, РСБУ). Российский экономист Ярослав Соколов считал прибылью «разность между имущественным состоянием предприятия на конец и начало отчётного периода»[1].
- экономическая прибыль — более неформальный показатель — это остаток от общего дохода после вычета всех издержек, разница между бухгалтерской прибылью и дополнительными расходами, такими, как: некомпенсированные собственные издержки предпринимателя, не учтённые в себестоимости, иногда даже «упущенная выгода», затраты на «стимулирование» чиновников в коррупционных условиях, дополнительные премии работникам и т. п.

Также ещё рассчитывают валовую (балансовую, общую) прибыль и чистую прибыль — оставшуюся после уплаты из валовой прибыли налогов и отчислений.
В англоязычной традиции понятию «прибыль» могут соответствовать разные термины — profit, gain, return.
Размер прибыли характеризует успешность ведения предпринимательской деятельности, получение прибыли обычно является главной целью и движущим мотивом всех видов предпринимательства.

Капитал … избегает шума и брани и отличается боязливой натурой. Это правда, но это ещё не вся правда. Капитал боится отсутствия прибыли или слишком маленькой прибыли, как природа боится пустоты. Но раз имеется в наличии достаточная прибыль, капитал становится смелым. Обеспечьте 10 %, и капитал согласен на всякое применение, при 20 % он становится оживлённым, при 50 % положительно готов сломать себе голову, при 100 % он попирает все человеческие законы, при 300 % нет такого преступления, на которое он не рискнул бы, хотя бы под страхом виселицы. Если шум и брань приносят прибыль, капитал станет способствовать тому и другому. Доказательство: контрабанда и торговля рабами.Оригинальный текст (англ.)Capital is said … to fly turbulence and strife, and to be timid, which is very true; but this is very incompletely stating the question. Capital eschews no profit, or very small profit, just as Nature was formerly said to abhor a vacuum. With adequate profit, capital is very bold. A certain 10 per cent. will ensure its employment anywhere; 20 per cent. certain will produce eagerness; 50 per cent., positive audacity; 100 per cent. will make it ready to trample on all human laws; 300 per cent., and there is not a crime at which it will scruple, nor a risk it will not run, even to the chance of its owner being hanged. If turbulence and strife will bring a profit, it will freely encourage both. Smuggling and the slave-trade have amply proved all that is here stated.— Английский публицист XIX века Томас Джозеф Даннинг (1799—1873)

## Объективные теории об источнике прибыли
Объективные теории объясняют происхождение прибыли некими внешними причинами, так или иначе связанными с нарушениями конкурентного равновесия.

### Конъюнктурные теории
В условиях рыночного равновесия весь доход фирмы распределяется между различными факторами соответственно их предельному продукту. При этом не возникает ни прибыль, ни убыток. Если в результате каких-то внешних причин изменилась рыночная конъюнктура (например, произошло повышение спроса на товар из-за случайного упоминания известными людьми), это приведёт к изменению как цены, так и выручки. Однако цены факторов производства не изменились, их производительность также осталась неизменной. Таким образом, нет причин выплачивать владельцам факторов доход сверх прежнего. Следовательно, у фирмы остаётся некая часть, не доставшаяся никакому фактору. Это и есть прибыль или убыток фирмы.

### Монополия
Одно из объяснений появления прибыли связано со ссылками на несовершенство конкуренции. Прибыль получается фирмой вследствие нарушения конкурентного равновесия из-за доминирования на рынке с элементами диктата цен вплоть до полной монополии

### Капитал
Общепринятой в XVIII—XIX вв. была трактовка «прибыли на капитал» как третьей составной части валового дохода наряду с заработной платой и рентой. Экономисты того времени не делали различия между явными и неявными затратами и считали прибылью излишек, получаемый капиталистом после возмещения расходов. «Прибыль на капитал» А. Смит (1723—1790), Н. У. Сениор (1790—1864) и Дж. С. Милль (1806—1873) разделяли на процент на вложенный капитал — «вознаграждение за воздержание» предпринимателя от расходования собственного капитала на текущее потребление; и на предпринимательский доход — плату за управление предприятием и несение определённого делового риска.

Одни и те же факторы — воздержание, риск, напряженный труд — требуют соответствующего вознаграждения и должны получить его из валовой прибыли. Три части, на которые, можно считать, разделяется прибыль, могут быть представлены как процент на капитал, страховая премия и заработная плата за управление предприятием.

О той же триаде прибыли писал и И. Г. фон Тюнен во 2-м томе своего «Изолированного государства». Однако большинство авторов, даже если упоминали о том, что прибыль распадается на процент и предпринимательский доход, рассматривали их, как правило, вместе, не делая между ними принципиального различия, тем самым под «прибылью» понимая на самом деле процент на капитал. Характерна цитата из популярного в дореволюционной России учебника политической экономии:

Предпринимательскую прибыль нельзя <…> противопоставлять проценту на капитал; обе эти формы дохода являются ветвями, идущими из одного корня — права собственности на капитал и права частного распоряжения капиталом, а потому и условия их определения в главных чертах однородны.

Представители классической школы и социалисты XIX века приравнивали предпринимателя к капиталисту. Проще всего это объяснить тем обстоятельством, что в те времена собственники и управляющие фирмами действительно в большинстве случаев были представлены одними и теми же людьми. Однако ещё до А. Смита его соотечественник Р. Кантильон (1680—1734) в работе «Опыт о природе торговли вообще» (издана в 1759 г. в переработанном виде), разделил функции капиталиста и предпринимателя, понимая под последним человека, берущего на себя ответственность (риск) за продажу товара или услуги по заранее непредсказуемой цене.

### Прибавочная стоимость
Карл Маркс показал в «Капитале» (1867 год), что основу прибыли составляет прибавочная стоимость, которую капиталист присваивает в форме результата «работы» его капитала. При этом не требуется обмана или принуждение — прибыль получается и в случае, когда каждый обмен происходит пропорционально полной стоимости товаров. Это становится возможным из-за того, что специфический товар «Рабочая сила» способен создавать новую стоимость, размер которой превышает реальный размер стоимости самой рабочей силы. Но прибыль является превращённой формой прибавочной стоимости, а не собственно прибавочной стоимостью, так как часть прибавочной стоимости перераспределяется и при этом трансформируется в форму «затрат» — проценты по кредиту, рента, налоги, надбавки к зарплате.

## Субъективные теории об источнике прибыли
Субъективные теории предполагают наличие дополнительного фактора производства — «предпринимательского таланта» и, соответственно, наличия дохода у владельца этого фактора (предпринимателя) — предпринимательской прибыли.

### Оплата услуг предпринимателя
Ж.-Б. Сэй (1767—1832) сделал значительный шаг вперёд по сравнению с А. Смитом в плане введения в научный оборот термина «предприниматель» как отличного от капиталиста участника экономического процесса. Сэй писал:

о той части прибылей предпринимателя, которая поступает как бы в вознаграждение за его промышленные способности, за его таланты, деятельность, дух порядка и руководительство

Однако трактовка предпринимательской прибыли у Сэя, как и у многих других экономистов, сводилась к плате за управление, не отличающейся принципиально от заработной платы рабочих. Размер предпринимательской прибыли, по Сэю, зависит от соотношения спроса и предложения на рынке труда предпринимателей, а высокая ценность данного товара объяснима его недостаточным предложением, чему способствуют три причины:
1. Предприниматель должен обладать соответствующей репутацией и состоянием, чтобы занять средства у владельца капитала.
2. Предприниматель должен обладать «талантом управления», понимаемым как редкое сочетание в одном лице самых разнообразных интеллектуальных и психологических качеств, позволяющих принимать верные решения и побуждать окружающих к их выполнению.
3. Высокий риск, которому подвержена деятельность предприятия и который может быть никоим образом не связан с достоинствами предпринимателя, но последствия которого могут затронуть как материальное благополучие последнего, так и его деловую репутацию.

В дальнейшем, с развитием маржиналистских теорий, сама проблема предпринимательства исчезла из неоклассического микроэкономического анализа. Если в условиях равновесия совокупный продукт полностью сводится к выплатам факторам производства, не имеют большого значения количество и наименование самих этих факторов, и без ущерба для исследования можно абстрагироваться от такого возмущающего равновесие явления, как предпринимательство. Однако экономисты, придерживающиеся взглядов неоавстрийской школы (Л. фон Мизес и его последователи), продолжают видеть в предпринимателе ключевую фигуру экономики.

### Инновации
Австрийский экономист Й. А. Шумпетер (1883—1950) в 1912 г. в книге «Теория экономического развития» (рус. перевод. 1982) впервые разработал теорию прибыли как результата осуществления нововведений. Для этого ему пришлось ввести в экономический анализ фигуру предпринимателя — Новатора. Роль Новатора — в поиске и внедрении новых сочетаний различных факторов (ресурсов) производства — нововведения (инновации), дающие возможность извлекать прибыль сверх среднего дохода по данной отрасли. Что отличает предпринимателя от обыкновенного управляющего?

Они не накопили никаких определённых благ, не создали никаких первичных средств производства, а только по-иному, более целесообразно и выгодно применили уже существующие. Они осуществили новые комбинации. Они — предприниматели, и их прибыль, излишек над всеми обязательствами — это предпринимательская прибыль.

При этом Шумпетер различает изобретения (открытие новых технологий или методов) и собственно инновации (внедрение изобретений в хозяйственную практику).
Он выделял 5 основных типов инноваций:
1. производство нового товара или услуги или создание нового качества товара;
2. освоение нового рынка или рыночного сегмента, где ценообразование происходит без учёта издержек производства. Цена может настолько превышать издержки, что все трудности, связанные с поисками такого выгодного рынка, с лихвой окупаются;
3. внедрение новой технологии при производстве товара, а также новый способ коммерческого использования товара либо замена одного товара на аналогичный, но более дешёвый;
4. получение нового источника сырья или полуфабрикатов для производства товара;
5. организационно-управленческие нововведения и реорганизация предприятия.

Шумпетер отличал прибыль предпринимателя от платы за управление предприятием и премии за риск ведения бизнеса, которые он прямо относил к затратам производства.
Шумпетер утверждал, что собственно предприниматель никогда не несёт риска от внедрения своих инноваций. Если его дело терпит крах, то убытки несёт кредитор, владелец капитала, предоставивший ему заём на организацию бизнеса. Даже если предприниматель приобретал факторы производства на собственные средства, то он тоже терпит убытки как кредитор, но не как предприниматель. Единственное, чем действительно рискует предприниматель — своей репутацией.
Погоня предпринимателей за прибылью влечёт за собой постоянные нововведения в производстве и является «двигателем» экономического и технического прогресса. В статичном же мире нет места для прибыли: предпринимателя нет, его заменяет управляющий, получающий плату за управление. Он не несёт убытков и не получает прибыли. Правда, впрочем, в условиях статичной экономики есть возможность извлечения монопольной прибыли.
Шумпетер выделил три условия, при которых предприятие в результате внедрения нововведений получает положительную прибыль:
1. цена при увеличении предложения товара после внедрения нововведения не должна быть ниже цены до внедрения или, по крайней мере, предельный продукт труда должен быть не ниже первоначального;
2. затраты на «эксплуатацию» нововведения (например, нового станка) не должны превышать затраты на производство того же количества товара до внедрения;
3. то же самое следует сказать и о возможном повышении цен факторов производства в результате внедрения инновации (например, необходимость платить более высокую заработную плату рабочим более высокой квалификации).

Однако, когда один предприниматель вследствие своих инноваций в определённой области начинает получать прибыль, он через некоторое время сталкивается с возрастающей конкуренцией со стороны других предпринимателей, решивших воспользоваться плодами его нововведения, устаревшие предприятия вытесняются с рынка, норма прибыли понижается, и в итоге устанавливается новое равновесие на новом уровне цен, а Новатор вынужден искать новые пути извлечения прибыли.
Фактически Шумпетер рассматривал прибыль как доход особого фактора производства — предпринимательства, то есть прибыль, по его словам, «стоимостное выражение того, что создаёт предприниматель, подобно тому, как заработная плата — стоимостное выражение того, что создаёт рабочий». Однако между прибылью и другими видами доходов есть существенная разница: не существует «предельной производительности предпринимателя». Из-за этого предпринимательская прибыль — это временное и уникальное по размеру в каждом конкретном случае явление, не зависящее от прибылей других предпринимателей, к тому же предпринимательский талант ни в коей мере не является ни бесконечно делимым, ни однородным товаром.

### Риск
Представление о риске как факторе формирования прибыли встречается уже у основателей экономической науки, например, у А. Смита. Концепция риска, с которым сталкивается предприниматель, также, например, активно обсуждалась на рубеже XIX—XX вв. в Американском экономическом обществе (активное участие в обсуждении принял Д. Б. Кларк) и на страницах журнала «Quarterly Journal of Economics» (в нём дискуссию открыл Хоули в 1892 г.). Однако чаще концепцию риска и неопределённости как источника прибыли связывают с именем американского экономиста Ф. Найта (1885—1972), который в работе «Риск, неопределённость и прибыль» провёл классический анализ этой проблемы. Он охарактеризовал прибыль как компенсацию предпринимателя за несение им «бремени риска» за успех или неуспех своего дела. В динамичной экономике предприниматель не может достоверно знать, «что день грядущий ему готовит», он находится в состоянии перманентной неопределённости относительно исхода собственного бизнеса.
Ф. Найт (вслед за Г. фон Тюненом, жившим столетием раньше) строго разграничивал два вида риска:
1. риск, вероятность которого может быть статистически просчитана и от которого, следовательно, можно застраховаться, например, риск пожара на складе готовой продукции или риск стихийного бедствия;
2. риск (неопределённость), принципиально не страхуемый, например, риск, связанный с отсутствием спроса на новый товар, в разработку и производство которого были вложены значительные средства.

Риски первого рода не так страшны предпринимателю — страхуясь от них, он включает страховые взносы в свои производственные затраты. Однако все риски второго рода предприниматель берёт на себя, принимая решения о выпуске той или иной продукции, установлении той или иной цены на неё, выбирая ту или иную конкурентную стратегию при продвижении продукции на рынок. Прибыль (убыток) у Найта выступает, таким образом, как выигрыш (проигрыш) в игре с непредсказуемым результатом.
Согласно Найту, вся прибыль есть следствие различия между ожидаемыми и фактическими затратами и доходами предпринимателя. А несовпадение «плана» и «факта» объяснимо лишь существованием принципиальной, не поддающейся измерению неопределённости будущих состояний рынка. Если же тем или иным образом можно было достоверно узнать, например, величину спроса на товар в определённый момент будущего, экономика не выходила бы из состояния равновесия, предприниматели не несли бы убытков и не получали бы прибыли. В этом концепция Найта близка к «конъюнктурному» объяснению происхождения прибыли.
Понимаемую таким образом прибыль следовало бы отнести не к доходу предпринимателя, а, скорее, к доходам владельцев других факторов. Когда предприниматель слишком оптимистично оценивает будущее и предсказывает высокую цену своего товара, он, в случае несбывшегося прогноза, понесёт убытки, а владельцы факторов получат доход, больший ценности их реального предельного продукта. И наоборот, если предприниматель ожидает падения цен, а оно не происходит, владельцы факторов получат доход, меньший, чем если бы они его получили при более точном прогнозе, и прибыль предпринимателя образуется из-за «недоплаты» владельцам факторов. Подобно этому: советские абитуриенты, «рискнувшие» в начале-середине 1980-х годов поступить на малопрестижные бухгалтерские или банковские специализации, по окончании учёбы обнаружили, что обладают значительными конкурентными преимуществами при поиске высокооплачиваемой работы.

## Виды прибыли
В экономической теории выделяют следующие виды прибыли:
- экономическая прибыль;
- бухгалтерская прибыль;
- прибыль от реализации;
- маржинальная прибыль;
- валовая прибыль;
- балансовая прибыль;
- чистая прибыль;
- прибыль (убыток) до налогообложения;
- прибыль (убыток) от обычной деятельности;
- операционная прибыль;
- номинальная;
- реальная;
- минимальная;
- нормальная (удовлетворительная);
- максимальная;
- целевая;
- недополученная;
- поток наличности;
- предпринимательская;
- допустимая;
- нераспределённая (накопительная);
- облагаемая и не облагаемая налогом;
- консолидированная;
- остающаяся в распоряжении предприятия.